# 弥生駅 (北海道)
弥生駅（やよいえき）は、かつて北海道三笠市弥生町1丁目に設置されていた、北海道旅客鉄道（JR北海道）幌内線（支線）の駅（廃駅）である。電報略号はヤヨ。事務管理コードは▲131522。

## 歴史

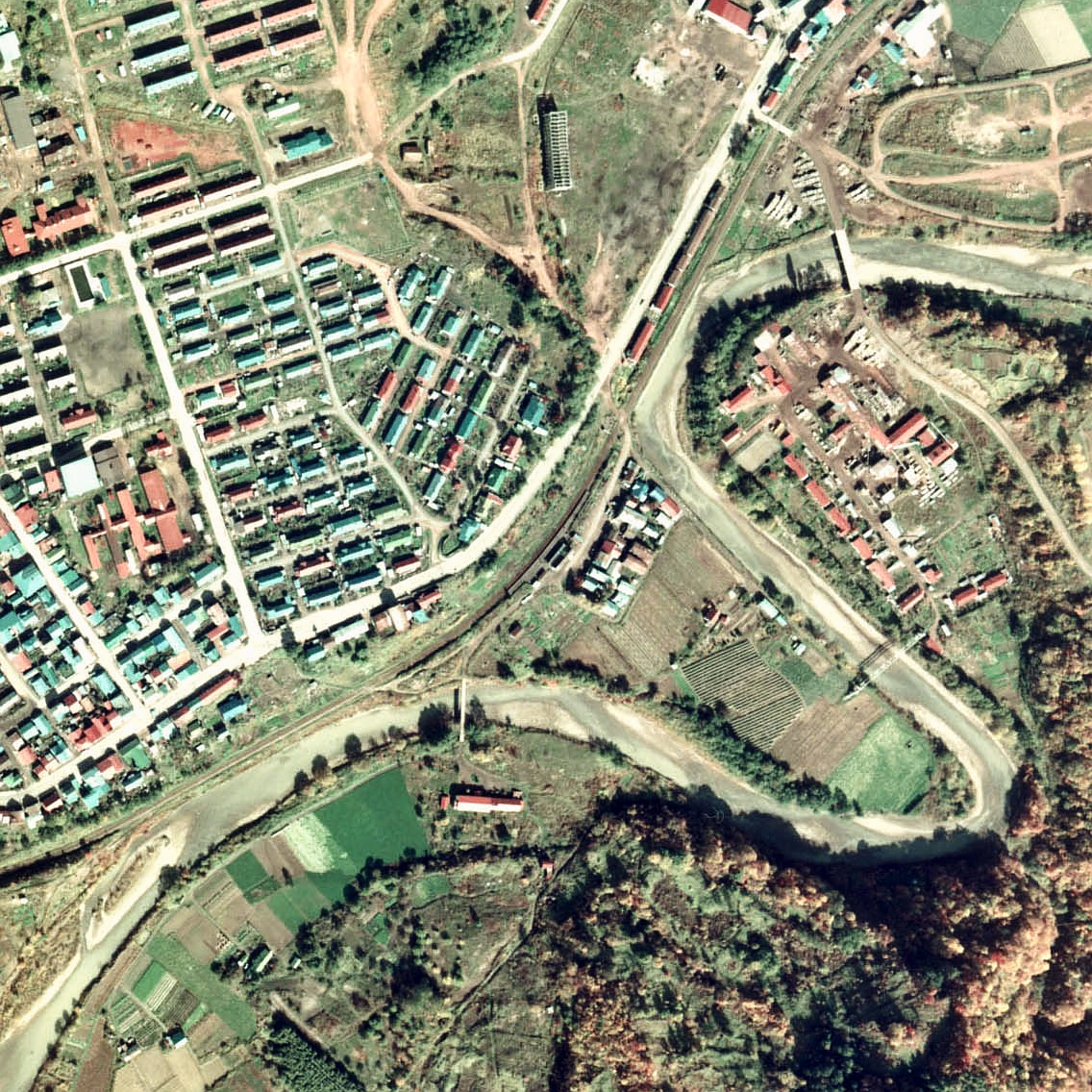
1976年の弥生駅と周囲500 m範囲。左下が岩見沢方面。少しカーブした石組み土盛の単式ホーム1面1線を有する。かつては幾春別側踏切付近から中央上端に残されている住友石炭鉱業弥生砿のポケットへ向けて、専用線が敷かれていたが、奔別砿と地下で繋がり、昭和35年10月に奔別側（幾春別駅）からの出炭に統合され、弥生側の設備は廃棄されて専用線も廃止された。

当地の住民による請願駅であった。

### 年表
- 1927年（昭和2年）：東邦炭砿株式会社弥生砿が、当駅の位置より三笠寄り本線脇に選炭場とポケットおよび積込み線を設置（幾春別駅への馬車軌道廃止）。
- 1931年（昭和6年）：東邦炭砿弥生砿、三笠寄りの施設を廃止し、当駅位置より幾春別側山寄りに選炭場とポケットおよび積込み線を設置。
- 1945年（昭和20年）4月30日：住友鉱業、東邦炭砿より弥生砿を買収。
- 1948年（昭和23年）1月25日：運輸省幌内線の弥生仮乗降場として開業[1]。
- 1951年（昭和26年）12月20日：駅に昇格[3]。旅客・荷物を取り扱い[3]。
- 1960年（昭和35年）10月1日：住友石炭鉱業弥生炭鉱、奔別炭鉱と統合。奔別側からの出炭に切り替え、弥生側施設廃止。同時に専用線廃止。
- 1967年（昭和42年）：業務委託化。
- 1970年（昭和45年）：弥生炭鉱が閉山。
- 1972年（昭和47年）11月1日：三笠駅 - 幌内駅間が旅客営業を廃止し貨物支線となったため、岩見沢駅 - 幾春別駅間が本線となる[4]。
- 1981年（昭和56年）5月25日：荷物の取り扱いを廃止[5]。駅員無配置駅となる[6]。
- 1984年（昭和59年）2月1日：簡易委託駅化。
- 1987年（昭和62年）
  - 1月28日：駅舎が不審火により全焼。
  - 4月1日：国鉄分割民営化により、JR北海道に継承[1]。
  - 7月13日：幌内線の全線廃止に伴い、廃駅となる[1]。

### 駅名の由来
この地域の地区名より。1914年（大正3年）に村井弥吉が炭鉱の試掘をはじめ、弥生炭砿と名付けられたものが地区名となったものである。
この「弥生」の由来については、「開坑の時期が弥生の節句（3月3日）であった」とする説や、「弥吉が生んだ炭鉱という意味」とする説がある。

## 駅構造
廃止時点で、1面1線の単式ホームを有する無人駅（簡易委託駅）であった。1987年1月末に不審火により駅舎は焼失してしまい、廃止時点ではプレハブ小屋を駅舎として利用していた。

## 駅周辺
- 三笠弥生郵便局
- 北海道中央バス「弥生町」停留所

## 隣の駅
北海道旅客鉄道（JR北海道）
幌内線
唐松駅 - 弥生駅 - 幾春別駅